# インダス河畔の戦い
インダス河畔の戦い（英：Battle of Indus）は、1221年に現在のパキスタン周辺のインダス川において、ホラズム帝国のスルタンであるジャラールッディーンとその配下の軍と、チンギス・カン率いるモンゴル帝国軍との間で行われた戦闘である。
ジャラールッディーンは、配下の兵士とペルシアからの数千人の避難民と共にインドに逃げる途中であった。モンゴル軍はブハラやサマルカンド（ホラズム帝国の首都）などいくつかの都市を略奪しつつ、これを追っていた。ジャラールッディーンは東ペルシアのガズナ（ガズニー）近くで起きたバルワーンの戦いに勝利した後、配下の兵士と避難民と共に避難場所を求めてインドを目指した。しかし、彼がインダス川を渡りかけたところで、チンギス・カンの軍が追いついてきた。ジャラールッディーンは、彼と避難民が安全に川を渡れるよう、軍のほとんどをモンゴル軍の進路に配置した。敵軍を待ち受けていたホラズム軍がモンゴル軍の前衛と戦うのに忙殺されているころ、チンギス・カンは軍の主力を、モンゴル軍と川の間で罠にかけられたジャラールッディーンの方に向けた。兵士はすぐに避難民と切り離され、避難民は虐殺された。ジャラールッディーンは破滅の危機にあることを悟ると、彼と彼に従っていた者たちは馬とともにインダス川を渡り始めた。生きて川の対岸に渡ることができたのはわずかな避難民のみであった。
ジャラールッディーンはインドで3年の間放浪し、その後ペルシアに戻った。